# Акуля
Аку́ля — посёлок в составе Кыштымского городского округа, Челябинской области. До 1980-х гг. здесь находилась зенитно-ракетная часть войск ПВО, которую впоследствии расформировали, а посёлок был рассекречен.

## Этимология
Назван по озёру Большая Акуля, рядом с которым находится.
Аку́ля — индоевропейский термин от тюркского «куль» — озеро и. индоевропейского слова «ак» — острый камень с суффиксом относительного прилагательного -«а», т.е каменистое озеро.

## География

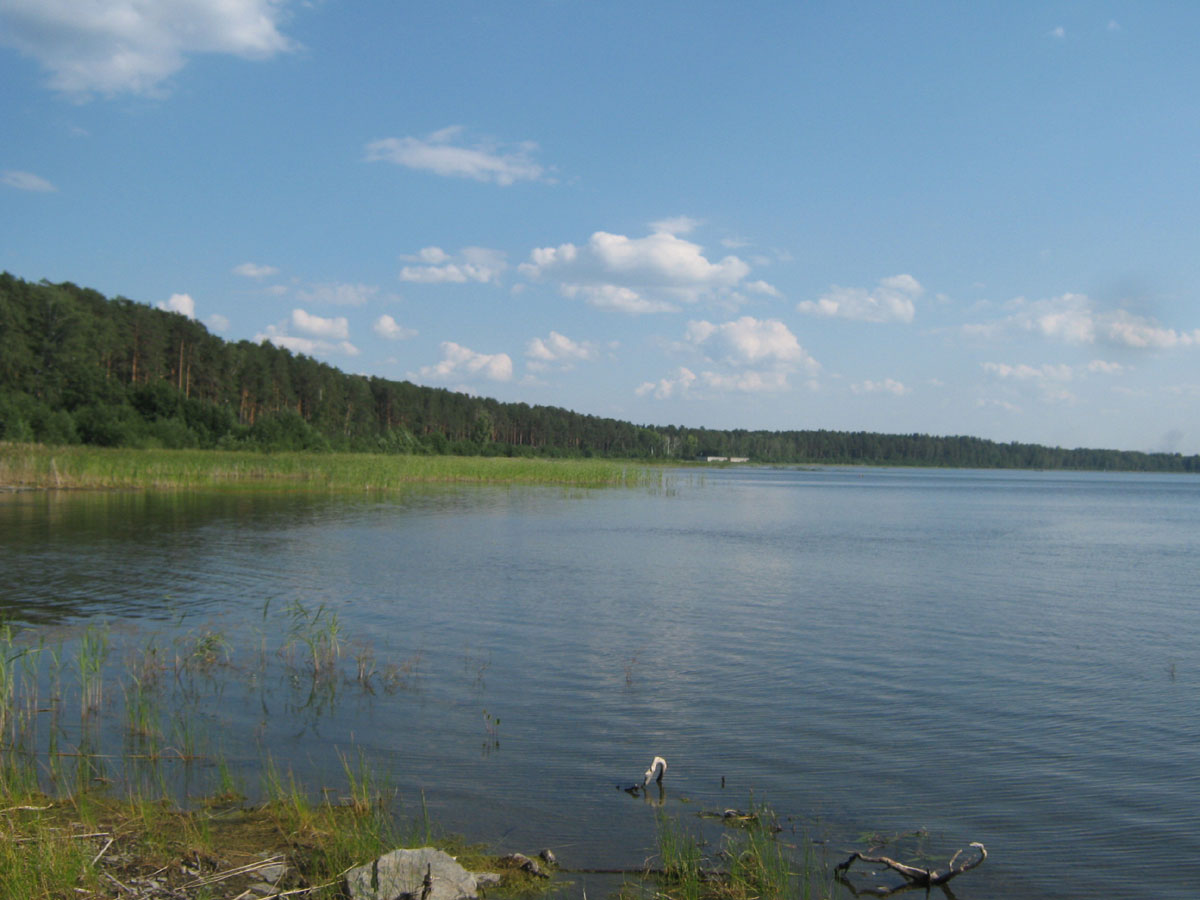
Озеро Большая Акуля

Расстояние до центра городского округа Кыштыма 11 км
Рядом с посёлком проходит региональная автомобильная дорога 75К-161 Кыштым — Новогорный.

## История

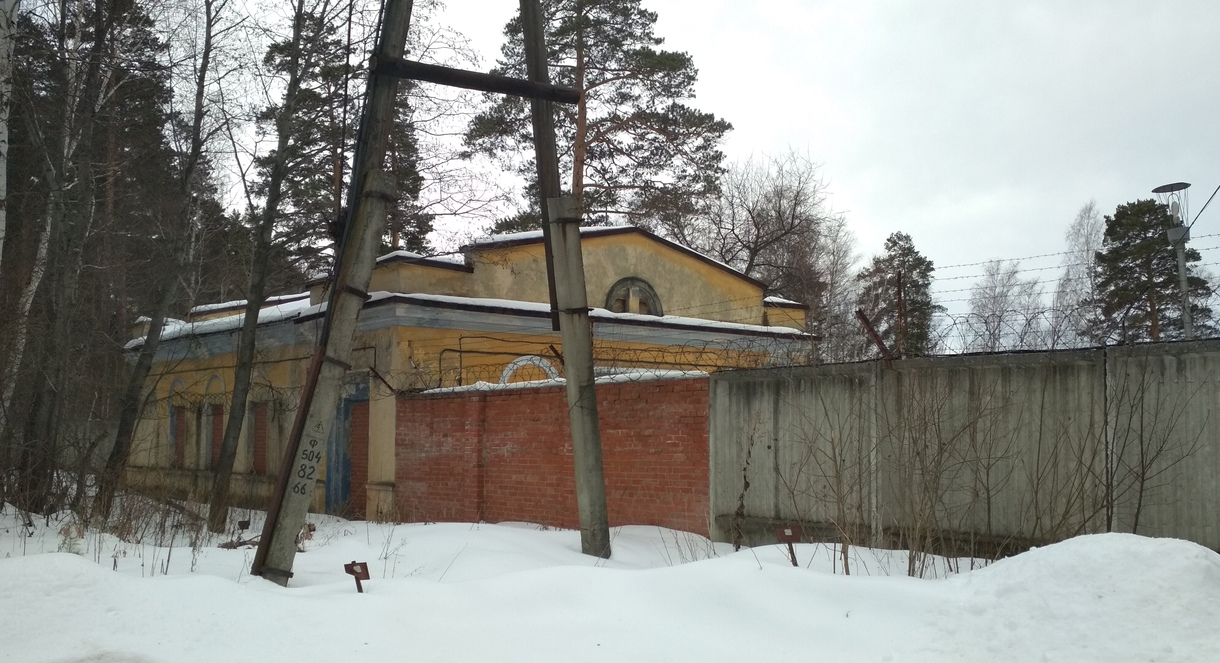
Дом офицеров

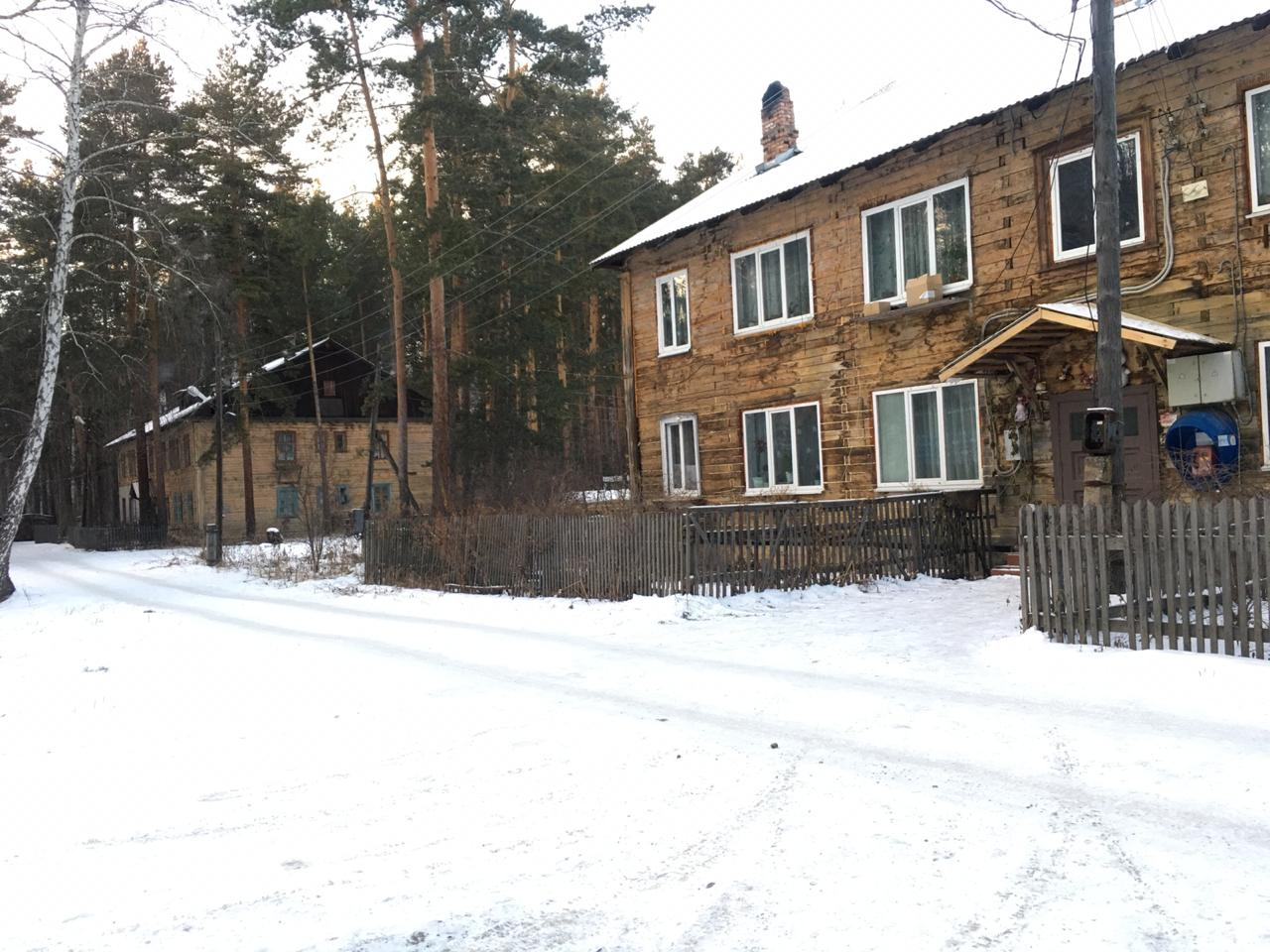
Посёлок Акуля

Был основан в 1945—1946 годах. В 1950-х годах в нём располагался технический дивизион 37-й зенитно-ракетной бригады, предназначенный для охраны воздушного пространства закрытого города Челябинск-40. Комплексы с зенитными ракетами класса «земля-воздух» находились на боевом дежурстве, обеспечивая мирное небо над соседним флагманом атомной промышленности.
С развитием военной части были построены дом офицеров, котельная, проведено электричество, сооружена водонапорная башня. Продукты доставлялись автолавкой. В 1960-х годах возникла база гидрогеологов. В 1980-е годы военная часть была расформирована, а посёлок стал бесхозным.
Спустя время после расформирования военной части, каолино-керамический комбинат «Ксанта» поселил в бывших казармах 15 семей рабочих из Казахстана. В 2008—2009 году проводилось разграничение территорий между Озёрским городским округом и Кыштымским городским округом, территориальная принадлежность поселка, оказавшегося на границе, была неясна. Лишь в 2011 году он отнесён к городу Кыштым.

## Население
По состоянию на 2020 год, население посёлка составляет 73 человека. Жителей по программе сноса аварийного жилья расселяют в город, поэтому население постепенно убывает. Также в посёлке находятся садовые товарищества.

## Достопримечательности

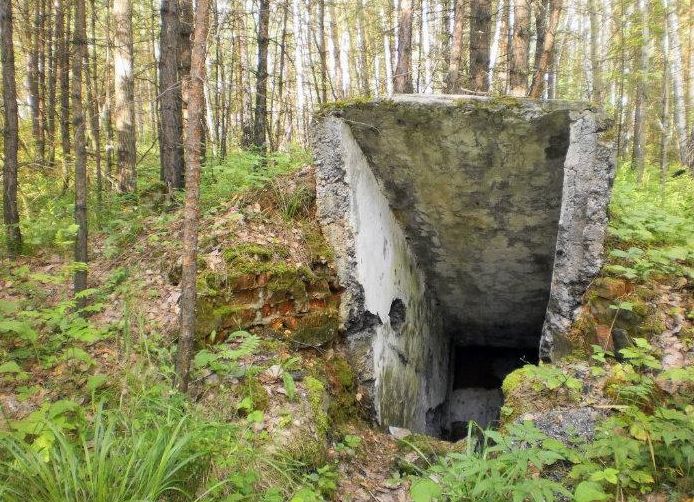
Вход в бункер

Недалеко от посёлка находятся остатки объектов военной части, которые очень сильно разрушились, сохранились бывшие военные бункеры, а также база гидрогеологии.

## Инфраструктура
В посёлке отсутствует регулярное транспортное сообщение, детей возят в городскую школу на специальном автобусе. Магазинов нет.

## Улицы
В настоящее время в посёлке отсутствуют улицы.